# Фабрикант, Светлана Самуиловна
Светла́на Самуи́ловна Фабрика́нт (укр. Світлана Самуілівна Фабрикант; род. 16 июня 1967, Одесса) — украинская журналистка и телеведущая, народный депутат Верховной Рады Украины VII созыва. Прошла в Верховную Раду по списку Партии регионов. Номер 25 в списке.
Журналист, телевизионная ведущая, общественный деятель, бывший игрок команды Высшей лиги КВН «Одесские джентльмены», дважды чемпион Клуба. На данный момент занимает должность главы областного штаба партии Сильная Украина.

## Образование
В 1984 году окончила одесскую среднюю школу № 24 и поступила в Одесский государственный университет им. Мечникова, однако университет так и не окончила. Принимала активную роль в жизни ВУЗа. С 1986 года стала одним из членов команды КВН ОГУ «Одесские джентльмены». Команда становилась дважды чемпионом Советского Союза по КВН, в сезонах 1986/1987 и 1990.

## Карьера
Начиная с 1998 и по 2009 годы работала главным редактором Одесской телекомпании «Риак-информ».
С 2009 года — генеральный директор ТК «Моя Одесса». Причиной ухода из «Риак-информ» стала политическая деятельность телеканала.
Вела программы «Линия Фронта» и «Гордиев Узел», которые транслировались на телеканале «АТВ».
В 2021—2022 годах — Первый заместитель председателя Одесской ОГА.

## Политическая деятельность
В 2009 году стала руководителем Одесской областной организации партии «Сильная Украина». Одесское отделение партии приняло решение не выдвигать Светлану Фабрикант кандидатом в городского головы Одессы на местных выборах, которые должны были проходить 31 октября 2010 года, а поддержать единого кандидата от оппозиции тогдашнему городскому голове Алексея Костусева. В свою очередь Костусев заявил, что в случае его избрания городским головой Одессы Светлана Фабрикант будет назначена секретарём Одесского городского совета.

## Общественная деятельность
Победитель и дипломант Международных и Всеукраинских телевизионных фестивалей и конкурсов («Золота ера», «Золота хвиля», «Украина Единая», «Радонеж»). Организатор благотворительных марафонов по сбору средств на возрождение исторических памятников города.
Была награждена почетными знаками отличия городского головы «За вклад в развитие Одессы».
Член наблюдательного совета благотворительной организации
За труды на духовном поприще отмечена орденами Украинской православной церкви Московского патриархата.
Возглавляла инициативную группу по спасению членов экипажа судна «Святая София», потерявшего управление в Красном море. Моряки были доставлены домой. Инициативная группа партии «Сильная Украина» во главе со Светланой Фабрикант проводил разбирательство и проверку деятельности компании-оператора сухогруза «Святая София», который допустил выход в рейс аварийного судна.

## Награды
- Почётная грамота Правительственной комиссии по делам соотечественников за рубежом (2008)[8].